# Софизм Эватла
Софизм Эватла (парадокс Эватла, парадокс Протагора, парадокс «Протагор и Эватл») — софизм (логический парадокс) древнегреческого происхождения. Этот парадокс иллюстрируется полулегендарным примером.

## Тяжба Протагора и Эватла
У древнегреческого софиста Протагора учился софистике и в том числе судебному красноречию некий Эватл (Еватл, Эвафл; др.-греч. Εὔαθλος). По заключенному между ними договору Эватл должен был заплатить за обучение 10 тысяч драхм, только когда он выиграет свой первый судебный процесс. 
Однако, окончив обучение, Эватл не стал участвовать в судебных тяжбах. Как следствие, он считал себя свободным от уплаты за учебу. Это длилось довольно долго, терпение Протагора иссякло, и он сам подал на своего ученика в суд. Таким образом, должен был состояться первый судебный процесс Эватла.
Протагор привёл следующую аргументацию: «Каким бы ни было решение суда, Эватл должен будет заплатить. Он либо выиграет свой первый процесс, либо проиграет. Если выиграет, то заплатит по договору, если проиграет, заплатит по решению суда».
Эватл возражал: «Ни в том, ни в другом случае я не должен платить. Если я выиграю, то я не должен платить по решению суда, если проиграю, то по договору».
В варианте Геллия судьи отказались выносить решение по этому вопросу, потому что боялись, что любое решение будет противоречить себе.
Протагор, по не вполне надёжным сведениям, посвятил этому случаю несохранившееся сочинение «Тяжба о плате».
Наиболее полно из античных авторов эту историю излагает Авл Геллий. Частично её затрагивает Диоген Лаэртский.

## Анализ парадокса
Софизм Эватла похож по своей логической структуре на некоторые другие софизмы, в частности, на софизм «Крокодил».
Многие логики предлагали варианты разрешения этой проблемы. Например, Лейбниц в докторской диссертации «Исследование о запутанных казусах в праве» (лат. Disputatio Inauguralis de Casibus Perplexis in Jure), говорил, что это дело ошибочно относят к парадоксальным: его можно решить в рамках римского права (Corpus iuris civilis). Суд должен отказать Протагору, так как Эватл ещё не выиграл ни одного дела на тот момент. Но Протагор может потребовать уплаты денег после суда, так как Эватл уже выиграл своё первое дело.
При этом первое решение суда не будет препятствовать Протагору получить деньги, так как ситуация после первого решения изменилась.